# Black Boys Aalst
BC Black Boys Aalst was een Belgische basketbalclub

## Geschiedenis
In 1952 werd door laatstejaarsstudenten van het Sint-Jozefcollege de Algemene Kultuur en Sportvereniging (AKSV ) Black Boys opgericht. In 1953 werd een basketbalafdeling opgestart en aangesloten bij de KBBB met stamnummer 785. Aanvankelijk werd er binnen de schoolmuren van het Sint-Jozefcollege gespeeld nadien werd er terrein op de Volksplaats toegewezen.
In 1954 startte de club in de provinciale afdeling Oost-Vlaanderen. 
In het seizoen 1970 promoveerde Black Boys  naar de nationale vierde afdeling, tevens werd de nieuwe zaal Black Boys,  aan de Pierre Corneliskaai 2 in gebruik genomen.
In het seizoen 1972/73 promoveerde de club van de derde afdeling naar de tweede afdeling, twee seizoenen later in het seizoen 1975/76 werd de eerste afdeling bereikt. In 1976/77 degradeerde de ploeg naar de tweede afdeling. De deelname in de hoogste klasse veroorzaakte een financiële put, in het seizoen 1978/79 eindigde de club puntenloos laatste en werd BC Black Boys Aalst ontbonden. Het stamnummer werd verkocht aan BCA Gentbrugge.

## Resultaten
| Seizoen | Niv. | Comp.     | Pos. | Play-offs | Beker van België | Europa | W  | L  | Naam                           |
| ------- | ---- | --------- | ---- | --------- | ---------------- | ------ | -- | -- | ------------------------------ |
| 1970–71 | 4    | Nationale | 3    | –         | –                | –      | 14 | 8  | BBC Black Boys Aalst           |
| 1971–72 | 3    | Nationale | 4    | –         | –                | –      | 14 | 8  | BBC Black Boys Aalst           |
| 1972–73 | 2    | Nationale | 1    | –         | –                | –      | 19 | 2  | BBC Black Boys Aalst           |
| 1973-74 | 2    | Nationale | 7    | –         | –                | –      | 11 | 11 | BBC Suncharm Aalst             |
| 1974-75 | 2    | Nationale | 1    | –         | –                | –      | 19 | 3  | BBC De Maere -Contessa Keukens |
| 1975-76 | 1    | Liga      | 8    | –         | –                | –      | 8  | 14 | BBC De Maere -Contessa Keukens |
| 1976-77 | 1    | Liga      | 9    | –         | –                | –      | 9  | 13 | BBC BBC De Maere Aalst         |
| 1977-78 | 2    | Liga      | 11   | –         | –                | –      | 1  | 19 | BBC Black Boys Aalst           |
| 1978-79 | 2    | Liga      | 11   | –         | –                | –      | 0  | 26 | BBC Black Boys Aalst           |